# Slug (rappare)
Sean Micheal Daley med artistnamnet Slug, född 7 september 1972, är en amerikansk rappare. Han är från Minneapolis i Minnesota. Slug är medlem musikgruppen Atmosphere, som han grundade tillsammans med Derek Turner (Spawn). Turner har lämnat gruppen och nu återstår endast producenten Ant och Slug. År 1995 grundade Slug tillsammans med ett par vänner det oberoende skivbolaget Rhymesayers Entertainment.

## Diskografi

### Som Atmosphere
- Overcast! EP (1997)
- Overcast! (1997)
- Sad Clown Bad Dub II (2000)
- Ford One (2000)
- Ford Two (2000)
- Lucy Ford: The Atmosphere EPs (2001)
- God Loves Ugly (2002)
- Seven's Travels (2003)
- Headshots: SE7EN (2005)
- You Can't Imagine How Much Fun We're Having (2005)
- Happy Clown Bad Dub 8/Fun EP (2006)
- Sad Clown Bad Summer 9 (2007)
- Sad Clown Bad Fall 10 (2007)
- Sad Clown Bad Winter 11 (2007)
- Strictly Leakage (2008)
- Sad Clown Bad Spring 12 (2008)
- When Life Gives You Lemons, You Paint That Shit Gold (2008)
- Leak at Will (2009)
- To All My Friends, Blood Makes the Blade Holy: The Atmosphere EPs (2010)
- The Family Sign (2011)

### Som Felt
- Felt: A Tribute to Christina Ricci (2002)
- Felt, Vol. 2: A Tribute to Lisa Bonet (2005)
- Felt 3: A Tribute to Rosie Perez (2009)

### SomDeep Puddle Dynamics
- The Taste of Rain... Why Kneel? (1999)

### Som Dynospectrum
- Dynospectrum (1998)

## Musikaliska samarbeten
| Sång                                                                     | Album                             | Artist               | År   | Skivbolag                   |
| ------------------------------------------------------------------------ | --------------------------------- | -------------------- | ---- | --------------------------- |
| "B.L.A.K. Culture" och "Unaligned Sperms"                                | Comparison                        | Beyond               | 1996 | Rhymesayers Entertainment   |
| "Pea King"                                                               | Hank Mobley's Sound of Love       | Casino Royale        | 1996 | Anal Log Music              |
| "I'll Be OK"                                                             | Float                             | Aesop Rock           | 1999 | Mush Records                |
| "Never"                                                                  | World Premier                     | Unknown Prophets     | 2000 | Unknown Prophets            |
| "Slug & Sage Freestyle parts I & II"                                     | Still Sick... Urine Trouble       | Sage Francis         | 2000 | Strange Famous Records      |
| "Atmosphere Exclusive"                                                   | For Persons With DJ Abilities     | DJ Abilities         | 2000 | Rhymesayers Entertainment   |
| "Frisbee"                                                                | P.A.I.N.T.                        | Abstract Rude        | 2001 | Battle Axe Records          |
| "Forget Me"                                                              | The Many Faces of Oliver Hart     | Eyedea               | 2001 | Rhymesayers Entertainment   |
| "Night Prowler" och "Nothing Less"                                       | Almost Famous                     | Living Legends       | 2001 | Legendary Music             |
| "Uncle Sam"                                                              | Second Nature                     | All Natural          | 2001 | All Natural Inc.            |
| "Days Grow Old", "Orphanage Freestyle Parts 1 & 2"                       | Sick Of Waiting Tables            | Sage Francis         | 2001 | Strange Famous Records      |
| "Put Your Quarter Up"                                                    | Ritual of the Molemen             | Molemen              | 2001 | Molemen Records             |
| "In Regrets"                                                             | Small Steps                       | Heiruspecs           | 2002 | Interlock                   |
| "Gotta Love 'Em"                                                         | Search and Rescue                 | DJ Murge             | 2002 | Battle Axe Records          |
| "Lambslaughter"                                                          | Madman (single)                   | Prime                | 2002 | Molemen Records             |
| "Embarrassed"                                                            | Sick Of Waging War                | Sage Francis         | 2002 | Strange Famous Records      |
| "Unsatisfied och Fuck Heros"                                             | Luckiam.PSC                       | Eligh                | 2002 | Living Legends              |
| "Edie Brikell"                                                           | USSR: The Art of Listening        | DJ Vadim             | 2002 | Ninja Tune                  |
| "Blah Blah Blah" och "Missing Teeth"                                     | Shadows on the Sun                | Brother Ali          | 2003 | Rhymesayers Entertainment   |
| "Fallen"                                                                 | The Darkest Cloud                 | Vakill               | 2003 | Molemen Records             |
| "Sex And More"                                                           | Phobia Of Doors 12                | Fred Ones            | 2004 | Traffic Entertainment Group |
| "The Great Debate"                                                       | Fahrenheit 69                     | Blowfly              | 2004 | Alternative Tentacles       |
| "Doomage"                                                                | Sickly Business                   | Sage Francis         | 2004 | Strange Famous Records      |
| "(Even) More Human Than Human"                                           | Revolutions                       | X-Ecutioners         | 2004 | Sony Records                |
| "You're A Bitch Too"                                                     | You're A Bitch Too (single)       | D-Tension            | 2005 | Brick Records               |
| "Track 05"                                                               | Block in the Box (promo CD)       | Blockhead            | 2005 |                             |
| "My Alien Girlfriend"                                                    | Killing Fields                    | Molemen              | 2006 | Molemen Records             |
| "Bleeding Hearts Club (MPLS Chapter)" och "Bush League Psyche-Out Stuff" | Audition                          | P.O.S                | 2006 | Rhymesayers Entertainment   |
| "The League of Extraordinary Nobodies"                                   | I'll Sleep When You're Dead       | El-P                 | 2007 | Definitive Jux              |
| "Line Of Scrimmage"                                                      | The Weatherman LP                 | Evidence             | 2007 | ABB Records                 |
| "The Office"                                                             | Bloody Radio                      | Grayskul             | 2007 | Rhymesayers Entertainment   |
| "Dance With Me"                                                          | Sweep the Leg                     | Hangar 18            | 2007 |                             |
| "Don't Leave (When the Winter Comes)"                                    | Strange Journey Volume One        | CunninLynguists      | 2009 | QN5 Music                   |
| "We Made It"                                                             | Survival Skills                   | Krs-One och Buckshot | 2009 |                             |
| "Supervillainz"                                                          | Born Like This                    | DOOM                 | 2009 | Lex                         |
| "!BOOM!"                                                                 | SAY G&E                           | The Grouch & Eligh   | 2009 | Legendary Music             |
| "In Your Soul"                                                           | Who the F@%k Are You?             | C-Rayz Walz          | 2009 | Definitive Jux Records      |
| "Work"                                                                   | Picking Flowers Next to Road Kill | Kristoff Krane       | 2010 |                             |
| "Buzzkill"                                                               | Girls Like Me                     | Intuition            | 2010 | Hellfyre Club               |
| "Hip-Hop"                                                                | Everything's A Gamble Vol. 2      | King Magnetic        | 2010 | King Mag Music/Fat Beats    |
| "Late For The Sky"                                                       | Cats & Dogs                       | Evidence             | 2011 | Rhymesayers Entertainment   |

## Fotnoter
1. ↑  http://rhymesayers.com/about